# Eulophus pythodorus
Eulophus pythodorus är en stekelart som beskrevs av Walker 1848. Eulophus pythodorus ingår i släktet Eulophus och familjen finglanssteklar. Inga underarter finns listade i Catalogue of Life.